# Piper ecallosum
Piper ecallosum är en pepparväxtart som beskrevs av William Trelease. Piper ecallosum ingår i släktet Piper och familjen pepparväxter. Inga underarter finns listade i Catalogue of Life.